# La playa de Palavas
La playa de Palavas es un pequeño cuadro pintado en 1854 por Gustave Courbet.

## Historia
Fue encargado por Alfred Bruyas durante la primera estancia de Courbet en Montpellier. Para el pintor nativo del Franco Condado, los paisajes del Languedoc y del Mediterráneo son entonces una revelación.

## Descripción
La pequeña obra capta un tema monumental. Está dividida por la línea del horizonte en dos partes de igual tamaño: la playa de Palavas y el mar abajo, el cielo arriba. Sólo la silueta del artista, que saluda al mar inmenso que ve por primera vez, viene a romper la omnipresente horizontalidad de la composición. El artista transmite perfectamente la profundidad del mar que se va oscureciendo en la distancia, la impresión de espacio infinito y los reflejos de la luz en las nubes cambiantes.

## Análisis
Esta pintura se inspira en parte en El monje junto al mar de Caspar David Friedrich.
Según algunos críticos, La playa de Palavas, prefigura el impresionismo y el arte abstracto.